# Suma kontrolna

Kod kreskowy ITF-6 z cyfrą kontrolną

Suma kontrolna (ang. checksum) – liczba uzyskana według specjalnego algorytmu służąca do zapewnienia integralności danych.
Komputer wysyłający dane oblicza ich sumę kontrolną i dołącza ją do pakietu danych. Komputer odbierający dane również oblicza sumę kontrolną, lecz z odebranych danych, i sprawdza, czy suma uzyskana przez niego zgadza się z sumą odebraną z pakietem danych. Jeśli nie, to znaczy, że dane uległy przekłamaniu.
Szczególnym przypadkiem sumy kontrolnej jest cyfra kontrolna – zwykle ostatnia cyfra identyfikatora (np. w numerach PESEL, NIP, REGON, SIMC, IMO). Jeszcze innym przypadkiem sumy kontrolnej jest bit parzystości stosowany w transmisji szeregowej i m.in. dawniej w taśmach perforowanych. Podobnie danym zapisywanym w sektorze dysku towarzyszy suma kontrolna obliczana algorytmem CRC.
Algorytmy obliczania sumy kontrolnej:
- CRC,
- MD5 (tzw. funkcja skrótu),
- SHA-1 (tzw. funkcja skrótu),
- Adler-32,
- Algorytm Luhna, np. w numerach kart kredytowych, numerach ICCID kart SIM, europejskim numerze pojazdu (EVN)[2],
- cyfry kontrolne w numerach PESEL, NIP, REGON, dowodach osobistych, paszportach,
- numerach kont bankowych IBAN (MOD 97,10 wg ISO-7064), numerach ORCID i ISNI (ISO-7064(inne języki) (MOD 11,2)),
- cyfry kontrolne w kodach kreskowych, np. ITF-6 obliczana zgodnie ze wzorem {\displaystyle x_{6}=10-{\big (}(3x_{1}+x_{2}+3x_{3}+x_{4}+3x_{5}){\pmod {10}}{\big )},}
- bit parzystości stosowany przy transmisji szeregowej łączem RS-232 lub na taśmie dziurkowanej. W tym przypadku liczba jest 1-bitowa,
- suma, suma bitowa, różnica bitowa stosowana w wielu protokołach transmisji danych.